# Alexander Schirmann
Alexander Schirmann (gebürtig Sus Schermann; geboren 13. Februar 1876 in Zitomir, Russisches Kaiserreich, heute Ukraine; gestorben um den 3. Dezember 1942 im KZ Auschwitz) war ein russisch-deutscher Komponist, Kapellmeister und Filmkomponist beim deutschen und dänischen Stummfilm.

## Leben und Wirken
Über Schirmanns Herkunft und künstlerischen Werdegang ist kaum etwas bekannt, auch nicht darüber, wann er aus dem zaristischen Russland nach Deutschland kam und wo er seine Ausbildung erhielt. Am 5. April 1904 debütierte er als Kapellmeister und machte sich bald in Berlin einen Namen als Kapellmeister und begann zu komponieren. 1913 stieß er zum (zunächst dänischen) Film und wirkte für die führende Gesellschaft des Landes, die Nordisk Film, bei Dänemarks erster monumentalen Kinoproduktion Atlantis als Dirigent und mutmaßlich auch als Komponist. Als Dirigent leitete er am 18. Dezember 1913 das Orchester bei der Einweihungsveranstaltung der Kammer-Licht-Spiele in der Tauentzienstraße in Berlin, bei welcher unter anderem Atlantis aufgeführt wurde. Schirmann blieb zunächst auch weiterhin für den dänischen Stummfilm tätig und schrieb unter anderem auch die Noten zu der filmisch-pazifistischen Mahnung Die Waffen nieder!. Das 1915 in Deutschland publizierte Gesangsstück Das Lied vom tanzenden Toren fand im Jahr darauf Verwendung in dem äußerst erfolgreichen dänischen Psilander-Drama Der tanzende Tor.
Seit Mitte des Ersten Weltkriegs komponierte Schirmann zumeist für deutsche Filmproduktionen und wirkte dort häufig auch als Kapellmeister bzw. bei der Zusammenstellung von Musikstücken. Schirmanns Beiträge zur deutschen Kinematographie der Weimarer Republik untermalten mehrfach qualitativ hochwertige Inszenierungen, darunter Ernst Lubitschs Madame Dubarry, F. W. Murnaus Der brennende Acker, Lupu Picks Scherben sowie Urban Gads zwei Christian-Wahnschaffe-Verfilmungen Weltbrand und Die Flucht aus dem goldenen Kerker. 1928 beendete er seine langjährige Tätigkeit an den Uraufführungstheatern der UFA und er übernahm Im Februar des Jahres die Leitung des Orchesters am Emelka-Palast am Kurfürstendamm. Am 5. April 1929 feierte er sein 25-jähriges Jubiläum als Kapellmeister. Aus diesem Anlass fanden im Phöbus-Palast am Anhalter-Bahnhof vom 5. bis zum 8. April Festvorstellungen statt, bei denen zum Film Fräulein Else eine neuartige Bühneschau aufgeführt wurde. Mit dem Ende der Stummfilmära beschloss Schirmann seine Leinwand-Aktivitäten. Was er anschließend tat, ist derzeit nicht bekannt. Die Machtergreifung durch die Nationalsozialisten erzwang die Flucht des Juden Schirmann aus Deutschland. Der Musiker ließ sich in den Niederlanden nieder, wo er unter seinem Geburtsnamen Sus Schermann in der Heemraadstraat 44 in Den Haag lebte. 1942 wurde Schirmann/Schermann (vermutlich über die Zwischenstation KZ Westerbork) von den deutschen Besatzern in das Vernichtungslager Auschwitz deportiert und dort zum Jahresende ermordet.

## Werke (Auswahl)

### Filmografie
Alexander Schirmann war bekannt für Arrangements und Kompositionen für Stummfilmaufführungen. Er erstellte Stichwortblätter und Einsatzbefehle für Kinopianisten. Diese Stichwortblätter enthielten detaillierte Anweisungen zu den musikalischen Themen und Phrasen, die in bestimmten Szenen verwendet werden sollten. Ein Beispiel ist seine Arbeit an der musikalischen Untermalung des Films Madame Dubarry. Hier erstellte Schirmann eine detaillierte Musikfolge, die Werke wie eine „Manon-Fantasie“ und Tschaikowskis „Schwanensee“ umfasste. Charakteristisch für seine Arbeit waren gezielte Sprünge innerhalb der Stücke, wie der Wechsel vom „Allegro risoluto“ zum „Allegro piu mosso“ in der „Manon-Fantasie“. Diese Anpassungen sollten die dramatische Wirkung der Szenen verstärken. Durch die Verwendung solcher Stichwortblätter trug Schirmann zur Standardisierung der Filmmusik bei und beeinflusste die Art und Weise, wie Musik im Kino eingesetzt wurde. Seine Arbeit an Madame Dubarry ist ein frühes Beispiel dafür, wie Filmmusik systematisch und effektiv eingesetzt werden konnte, um die emotionale Wirkung von Filmszenen zu verstärken. Die Stichwortblätter wurden unter anderem in Fachzeitschriften veröffentlicht.
- 1913: Atlantis
- 1914: Die Welt ohne Männer
- 1914: Die Waffen nieder! (Ned med våbnene)
- 1916: Der tanzende Tor (Klovnen)
- 1916: Stein unter Steinen
- 1917: Die Zigeunerbaronin
- 1917: Der siebente Kuß
- 1917: Katharina Karaschkin
- 1918: Das Himmelsschiff (Himmelskibet)
- 1919: Madame Dubarry
- 1920: Die Legende von der heiligen Simplicia
- 1920: Weltbrand
- 1920: Der Henker von Sankt Marien
- 1921: Die Flucht aus dem goldenen Kerker
- 1921: Scherben
- 1922: Der brennende Acker
- 1923: Die Fledermaus
- 1923: Inge Larsen
- 1924: Wein, Weib, Gesang
- 1925: Der Mann, der sich verkauft
- 1925: Der Mann im Sattel
- 1925: Der Hahn im Korb
- 1925: Ein Walzer von Strauß
- 1926: Die Straße des Vergessens
- 1928: Wenn die Schwalben heimwärts ziehn
- 1928: Tragödie im Zirkus Royal
- 1928: Das Spreewaldmädel
- 1929: Fräulein Else
- 1930: Wenn Du noch eine Heimat hast

### Weitere Kompositionen
- Das Lied vom tanzenden Toren,  aus dem Film Der tanzende Tor für Gesang mit Klavier- oder Harfenbegleitung OCLC 870950194
- Dubinuschka, Potpourri über russische Zigeuner-Romanzen für Sinfonieorchester, 1922 OCLC 473009325 I. Dubinuschka II. Wolgaklänge III. An der Pforte IV. Habe Mitleid! V. Wolgalied VI. Tanz VII. Meine Gnädigste VIII. Einleitung zum Lied IX. Für mich kommt kein Frühling X. Allegro moderato XI. Entschwundenes Liebesglück XII. Dunkle Augen XIII. Kasbek, Kaukasisches Volkslied XIV. Uchar kupiec XV. Nun bist du mein! / A. Schirmann XVI. Konek gorbunek XVII. Stenka Rasin und die Fürstin XVIII. Chrisanthemen XIX. Moskau-Lied XX. Raspaschol XXI. Orosz-Walzer XXII. Kosatschok, Kosaken Tanz XIII. Kamarinskaja
- Fantasie in E-Moll für Violine mit Klavierbegleitung OCLC 762285969
- Saschinka, Potpourri, über russische Zigeunerromanzen und Tänze für Klavier, Bosworth & Co., London, 1931 OCLC 810634618